# Warner Bros.-Seven Arts

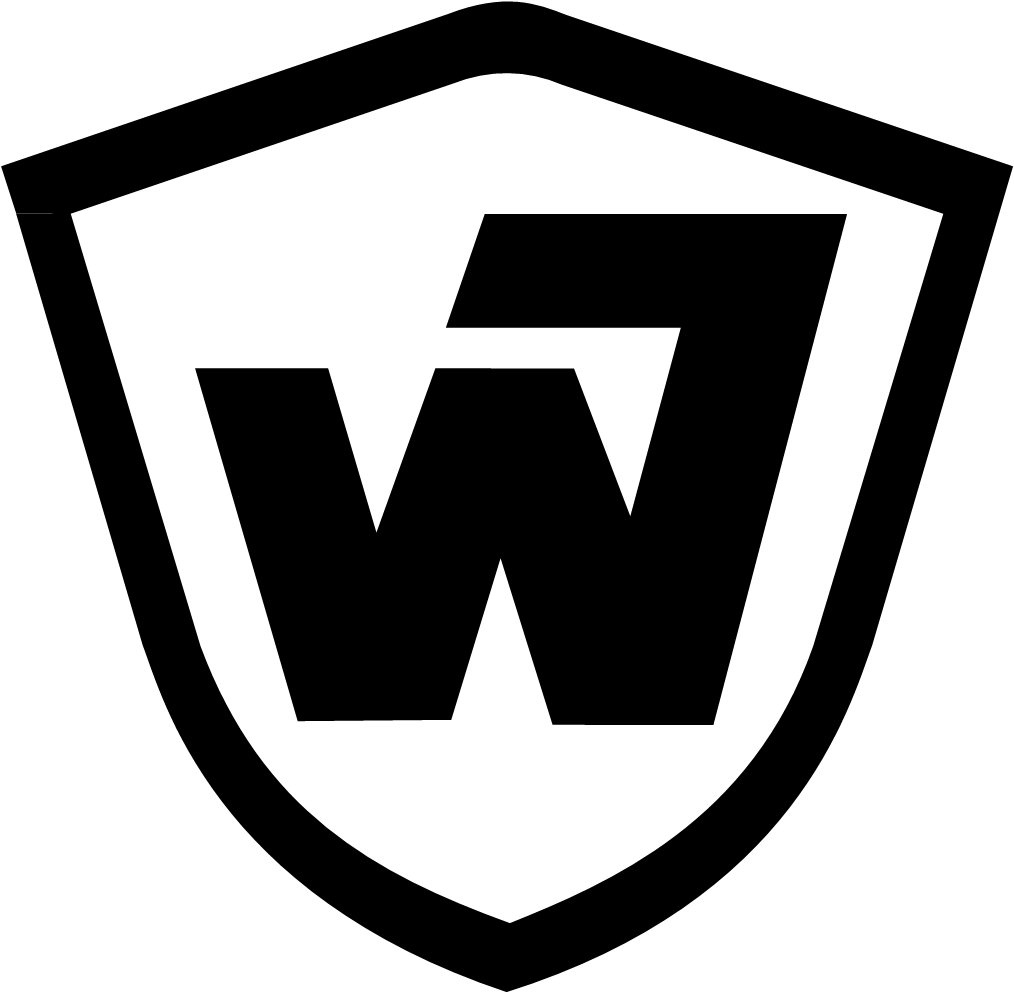
Logo Warner Bros Seven Arts Inc.

Warner Bros.-Seven Arts was een mediabedrijf dat actief was eind de jaren zestig.

## Ontstaan
Warner Bros.-Seven Arts ontstond in 1967 toen Seven Arts Productions de aandelen van Jack L. Warner in Warner Bros. overkocht en met het bedrijf fuseerde.
De overname bestond uit Warner Bros. Pictures, de zwart-witte Looney Tunes-bibliotheek (en de niet-Harman en Ising Merrie Melodies) en de platenmaatschappijen Warner Bros. Records en Reprise Records.

## Geschiedenis
In hetzelfde jaar kocht Warner Bros.-Seven Arts ook Atlantic Records. De platenlabels werden in de jaren 70, samen met nog 2 andere aankopen (Elektra Records en zusterbedrijf Nonesuch Records) in een nieuwe holdingmaatschappij (WEA) gestoken, onder leiding van Mo Ostin en Joe Smith.
In 1969 werd het bedrijf overgenomen door Kinney National Company.